# Java Head
Java Head é um filme mudo de drama romântico norte-americano de 1923, dirigido por George Melford e estrelado por Leatrice Joy, Jacqueline Logan, Frederick Strong, Alan Roscoe e Betty Bronson. Foi baseado no romance homônimo de Joseph Hergesheimer. O filme é presumidamente considerado perdido.